# 추시구이

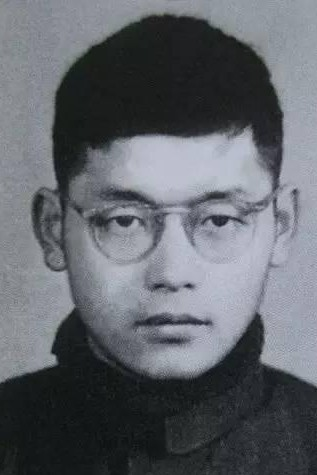

추시구이(邱習歸, 1935년 7월 13일 ~ 2025년 5월 8일)는 중국의 역사학자, 고문자학자, 푸단 대학 교수였다. 저서 『문자학개요』(文字学概要)는 "중국 고문자학에 대한 가장 영향력 있는 연구"로 여겨진다.

## 출판물
추시구이의 연구 결과 대부분은 1988년 저서 『문자학개요(文字学概要)』에 실렸다. 미국의 중국학자 에드워드 L. 쇼네시에 따르면, 이 책은 "중국 고문자학에 대한 가장 영향력 있는 연구"이며, "이 분야의 결정적인 개괄서"로 널리 인정받고 있다. 이 책은 서양의 중국어학을 대표하는 두 학자 길버트 L. 마토스와 제리 노먼이 영어로 번역하여 출판했다. 2000년에 《중국어 글쓰기》라는 제목으로 출간되었다.
추시구이는 2002년까지 약 300편의 학술 논문을 발표했는데, 그중 일부는 1992년 저서 『고문자문집(古文字论集)』에 수록되었다. 2012년에는 6권 300만 자 분량의 추시구이전집(裘锡圭学术文集)이 복단대학출판사에서 출간되었다.